# Sergi Martínez
Sergi Martínez Costa (Barcellona, 10 maggio 1999) è un cestista spagnolo.

## Palmarès
- Campionato spagnolo: 2

Barcellona: 2020-21, 2022-23
- Copa del Rey: 2

Barcellona: 2021, 2022
- Liga catalana: 4

Barcellona: 2016, 2017, 2019, 2022